# Platon d'Ancyre
Pour les articles homonymes, voir Platon et Ancyre (homonymie).
Platon d'Ancyre (IVe siècle), jeune chrétien mort à Ancyre en martyr sous le Maximien. Il est fêté en tant que saint chrétien le 22 juillet selon le Martyrologe romain de l'Église catholique et le 18 novembre par l'Église Orthodoxe .

## Biographie
On ne sait que peu de choses sur la vie du jeune Platon. Son frère Antiochius était médecin et chrétien comme lui. Il subira aussi le martyre. Alors que les persécutions anti-chrétiennes se multiplient dans toute l'Anatolie il est arrêté et obligé à sacrifier à l'Empereur. Il refuse. Il est cruellement torturé. Ne cédant pas sous la torture il est finalement exécuté par décapitation.

## Postérité
À partir du VIe siècle et jusqu'au XIVe siècle Platon fait l'objet d'une grande dévotion dans l'Empire byzantin. Il est représenté dans l'iconographie soit torturé sur une plaque de bronze brûlante soit décapité. Une prière commençant par "Seigneur Jésus-Christ, je suis Ton enfant" lui est attribué.